# Валдай 12
Валдай 12 — российский среднетоннажный грузовой автомобиль, выпускаемый Группой ГАЗ под брендом «Валдай» с 2023 года. Старт продаж объявлен 4 сентября 2024 года.

## Описание
Валдай 12 впервые был представлен осенью 2023 года на выставке Comtrans-2023. По элементам кабины модель унифицирована с Валдай 8, но в остальном основные узлы и агрегаты собственные, разработанные с нуля. Внешне автомобиль отличается спальным местом над кабинным модулем, более широким, «двухэтажным» пластиковым обвесом колесной арки.
Другим преимуществом является 11,9-тонная масса, которая предоставляет возможность ездить по федеральным трассам без внесения платы по системе «Платон». Конкурентом является Компас-12. 

## Технические характеристики
Автомобиль Валдай 12 оснащается дизельным двигателем ЯМЗ-534 объёмом 4.4 литра и мощностью 169 л. с., который сочетается в паре с шестиступенчатой механической трансмиссией. Задний мост такой же, как у автобуса ПАЗ Вектор NEXT. Планируются поставки АКПП.